# Nordend-West
Nordend-West, Frankfurt-Nordend-West – 6. dzielnica (Stadtteil) miasta Frankfurt nad Menem, w Niemczech, w kraju związkowym Hesja. Należy do okręgu administracyjnego Innenstadt III.